# آیزیک ولپرت
آیزیک ولپرت (روسی: Айзик Исаакович Вольперт؛ زاده ۵ ژوئن ۱۹۲۳ - درگذشته ۱ ژانویه ۲۰۰۶) یک دانشمند بود.